# Сионские ворота
Сионские ворота (ивр. שַׁעַר צִיּוֹן‎, Шаар Цийон, араб. باب النبي داود‎, Bab Sahyun, а также Bab an-Nabi Dawud, «Ворота пророка Давида») — одни из восьми ворот Старого города Иерусалима.
Сионские ворота обозначены в числе пяти основных крепостных ворот Иерусалима на картах, сохранившихся со времён королевства крестоносцев наряду с Золотыми, Давидовыми, воротами Святого Стефана и воротами Иосафатовой долины. В дальнейшем город укреплялся айюбидским наместником аль-Маликом аль-Матамом, в частности выстроившим сторожевую башню над стенами города примерно в 100 м восточней современных Сионских ворот. Однако в 1219 году сам аль-Малик аль-Матам приказал разрушить все городские укрепления.
Сохранившиеся до настоящего времени Сионские ворота представляют собой часть комплекса городских стен Иерусалима, завершённого в 1540 году Сулейманом Великолепным. Эти ворота расположены в юго-западной части стен и, оправдывая своё название, соединяют Еврейский и Армянский кварталы с горой Сион. Их характеризует узкий проход между стенами, делающий внутри их толщи типичный для многих крепостных ворот этого периода Г-образный поворот, что призвано предотвратить фронтальный прорыв большой массой атакующих войск при штурме. Стена вокруг ворот сложена из крупных блоков известняка, над воротами расположены защищённый крепостными зубцами парапет и машикули. Архитектурные украшения ворот как с внутренней, так и с наружной стороны минимальны. Со внутренней стороны каменные капители, на которые опирается притолока, украшены высеченными сходящимися линиями, над притолокой расположена маленькая декоративная арка с арабской надписью. Снаружи проём ворот с простыми каменными капителями и притолокой обрамляет заострённая арка, между вершиной которой и притолокой располагается тимпан. Внутри тимпана также высечена арабская надпись, указывающая год постройки (1540 год по христианскому летосчислению) и имя строителя (Сулейман Великолепный).
Сионские ворота стали местом боёв во время арабо-израильской войны 1947—1949 годов. 6 июня 1948 года израильские силы предприняли трёхчасовой штурм Сионских ворот, пытаясь прорвать блокаду Еврейского квартала, но вынуждены были отступить. Многие камни кладки вокруг ворот до настоящего времени несут на себе следы пуль и осколков.
В 1967 году, после того, как Старый город Иерусалима перешёл под израильский контроль в результате Шестидневной войны, Управление древностей Израиля провело реставрацию Сионских ворот, в основном заключавшуюся в их укреплении и замене непрочно державшихся элементов, прежде всего камней надвратных арок, сильно повреждённых во время боёв. К каменной кладке внутри проёма ворот в том же году была прикреплена памятная доска, посвящённая штурму ворот силами «Пальмаха» в 1948 году; в дальнейшем эта доска была признана вредной для исторической каменной кладки, снята со стены и размещена как отдельно стоящий объект. Это изменение было частью предпринятой в 2008—2009 годах Управлением древностей Израиля новой реставрации Сионских ворот в рамках проекта консервации стен Старого города. В ходе этой реставрации на кладке со внешней стороны ворот были намеренно сохранены следы боёв 1948 года, что повлекло обвинения в идеологизации исторического памятника.

### Комментарии
1. ↑  Территория восточной части Иерусалима контролируется Израилем в результате аннексии, которая не признана большинством стран международного сообщества. Статус восточной части Иерусалима является одной из проблем израильско-палестинского конфликта. См. статьи Политический статус Иерусалима и Восточный Иерусалим.
 В перечень Объектов всемирного наследия ЮНЕСКО Старый город внесён без указания Израиля или палестинского государства, как государственного представителя, в отдельный раздел «Иерусалим», с пометкой об Иордании как стране, инициировавшей внесение объекта в перечень[1].